# Montorio Romano
Montorio Romano település Olaszországban, Lazio régióban, Róma megyében. Lakosainak száma 1929 fő (2023. január 1.). Montorio Romano Montelibretti, Nerola, Scandriglia, Monteflavio és Moricone községekkel határos.

## Népesség
A település lakossága az elmúlt években az alábbi módon változott:
| Lakosok száma | 1930 | 1913 | 1929 |
|               | 2017 | 2018 | 2023 |